# Turandot (Puccini)
Turandot ist die letzte Oper von Giacomo Puccini. Das Libretto schrieben Giuseppe Adami und Renato Simoni nach dem gleichnamigen Theaterstück (1762) von Carlo Gozzi. Die Oper wurde erst nach Puccinis Tod von Franco Alfano nach den Skizzen und Aufzeichnungen Puccinis vollendet. Die Uraufführung fand fast anderthalb Jahre nach Puccinis Tod am 25. April 1926 in der Mailänder Scala mit Rosa Raisa als Turandot statt, der Dirigent war Arturo Toscanini.

## Handlung
Turandot (von persisch توران دخت, DMG Tūrān-doḫt, ‚Mädchen aus Turan‘, Turandocht) ist die Prinzessin in einer Erzählung aus der orientalischen Sammlung Tausendundein Tag, die jeden Freier köpfen lässt, der ihre Rätsel nicht lösen kann. Eine weitere, wesentlich ältere Quelle des Stoffs ist das Werk Die sieben Schönheiten (dort ist es die russische Prinzessin) des persischen Dichters Nezami (vgl. dazu den persischen Turandot-Stoff).

### Erster Akt
Vor den Mauern der Kaiserstadt
Ein Mandarin verkündet dem Volke: „Volk von Peking! Das ist das Gesetz: Turandot, die Reine, heiratet den Mann von königlichem Blut, der die drei Rätsel löst, die sie ihm stellt. Doch wer die Probe sucht und nicht besteht, soll fallen von der Hand des Henkers!“ Ein weiterer Brautwerber, der Prinz von Persien, ist gescheitert und wird nun hingerichtet. Das Volk ist freudig erregt und erwartet voller Ungeduld dessen Hinrichtung.
Im Volk ist auch Timur, ein flüchtiger Tatarenkönig, mit der Sklavin Liù. Timur stürzt, Liù schreit um Hilfe. Ein junger Unbekannter hilft ihnen, und es stellt sich heraus, dass dies Prinz Calàf, der Sohn des Flüchtigen, ist. Als nun bei Mondaufgang (Perché tarda la luna) der Prinz von Persien zum Schafott gebracht wird, schlägt die Stimmung des Volkes beim Anblick des attraktiven Prinzen in Mitleid um. Es bittet die Prinzessin um Erbarmen, doch diese bleibt hart. Die Prinzessin erscheint, und Calàf, der diese verfluchen will, verliebt sich sofort in sie. Trotz der Warnung Liùs, seines Vaters und des Prinzen Todesurteil vor Augen, will Calàf den Gong schlagen, um der nächste Werber zu sein.
Auch Ping, Pang und Pong, die Minister des Kaisers, sind beim Volk erschienen und versuchen, Calàf noch von seinem Vorhaben abzubringen. Liù erzählt nun Calàf, wie es ihr und seinem Vater auf der Flucht ergangen war, und offenbart Calàf, dass sie ihn liebt (Signore ascolta). Calàf bittet Liù, was immer auch geschehe, dass sie sich immer um seinen Vater kümmern solle (Non piangere, Liù). Trotz aller Bemühungen, Calàf von seinem Vorhaben abzuhalten, stürmt er auf den Gong zu und schlägt diesen drei Mal.

### Zweiter Akt
Erstes Bild: Pavillon
Die Minister Ping, Pang und Pong unterhalten sich über die Geschichte Chinas vom Ursprung bis zu Turandot. Sie klagen insgeheim über die Grausamkeiten der Prinzessin Turandot und träumen von einem sorgenfreien Leben auf ihren ländlichen Gütern, erkennen aber, dass sie vom Hofe nicht mehr wegkommen werden. Von draußen hören sie die lauter werdenden Schreie des Volkes, das sich schon auf die neue Hinrichtung freut. Der Lärm des Volkes führt die drei Minister wieder in die Wirklichkeit zurück. Die Stunde der Prüfung ist nahe.
Zweites Bild: Großer Platz vor dem kaiserlichen Palast
Auf seinem Thron sitzt der Kaiser. Er versucht, Calàf von seinem Vorhaben, die Prinzessin zu heiraten, abzubringen, doch dieser besteht darauf. Ein Mandarin liest nochmals die Regeln und Gesetze vor.
Die Prinzessin Turandot erscheint. Sie erzählt dem Volk von ihrer (von Tataren getöteten) Ahnfrau Louling (In questa reggia)  und davon, dass sie jedem, der es wagt, sie zur Frau zu nehmen, aus Rache das Leben nehmen will. Danach gibt sie Calàf die drei Rätsel auf, die dieser jedoch zu ihrer Überraschung lösen kann:
- Rätsel 1: „Durch die tiefe Nacht schwebt ein farbig schillerndes Phantom, schwebet auf und nieder über der Menschen endlosem Gewühl! Fassen möcht’ es ein jeder, um durch die Welt mit ihm zu fliegen! Das Phantom ist am Morgen verschwunden, doch wird es aufs neue geboren! Wird jede Nacht geboren, um jeden Tag zu sterben!“ / Antwort: Die Hoffnung.
- Rätsel 2: „Lodernd gleich einer Flamme, und doch selbst keine Flamme, manchmal rasend im Fieber, und ungestüm verlangend! In Ruhe sich verzehrend wie die Sehnsucht! Wenn du zugrunde gehest, wird es kalt! Wenn du den Sieg erträumst, glüht es auf! Eine Stimme hat es, der du bebend lauschest, und gleich der Sonn’ am Abend ist sein Glanz!“ / Antwort: Das Blut.
- Rätsel 3: „Eis, das sich entzündet und durch dein Feuer noch mehr erstarret! Klar ist’s und doch dunkel! Wenn’s frei dich will, so mehrt es deine Knechtschaft! Wenn es zum Knecht dich nimmt, so wirst du König!“ / Antwort: Turandot.

Entsetzt bittet sie den Kaiser, sie nicht dem Fremdling auszuliefern. Der Kaiser verfügt, dass er sein Wort halten müsse. Calàf bietet Turandot jedoch einen Ausweg an. Er, der unbekannte Prinz, will sie des Eides entheben und den Freitod wählen, wenn sie bis Sonnenaufgang herausfindet, wie er heißt; sie kann dann über sein Leben gebieten. Falls nicht, wird sie seine Frau. Der Kaiser willigt ein.

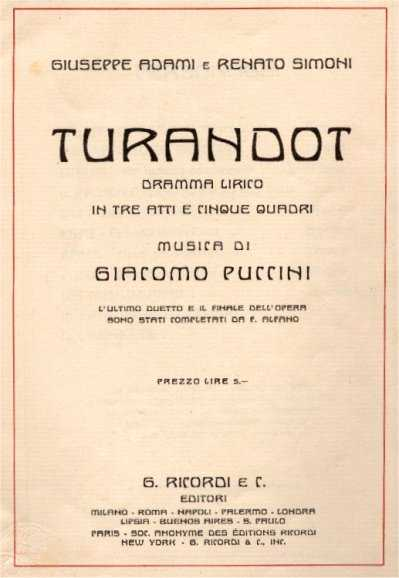
Libretto, 1926

### Dritter Akt
Erstes Bild: Garten des Palastes
Die Prinzessin hat angeordnet, dass in dieser Nacht keiner schlafen dürfe, bis der Name des Unbekannten herausgefunden würde (Nessun dorma). Die drei Minister finden Calàf und bieten ihm alles Mögliche an, um ihn von Turandot abzubringen; Reichtum, schöne Frauen und Ruhm. Doch Calàf ist siegessicher. Da werden Timur und Liù, die tags zuvor mit Calàf im Gespräch gesehen wurden, von Soldaten herbeigeschleppt.
Turandot kommt hinzu. Sie hofft, nun den Namen zu erfahren. Liù behauptet, nur sie kenne den Namen des Fremden, aber selbst unter der Androhung von Folter gibt sie ihn nicht preis. Als Turandot sie fragt, woher diese Widerstandskraft komme, antwortet diese, es sei die Liebe („Tanto amore segreto“), welche auch die Prinzessin noch kennenlernen werde. Da Liù befürchtet, unter der Folter Calàfs Namen doch preiszugeben, entwendet sie einem Soldaten einen Dolch und ersticht sich (Tu che di gel sei cinta). Das Volk ist erschüttert. Liùs Leichnam wird weggetragen, vom Volk begleitet.
Calàf und Turandot sind nun allein. Calàf wirft Turandot ihre Grausamkeit (Principessa di morte) vor. Er reißt ihr den Schleier vom Kopf und küsst sie leidenschaftlich. Nun erst bricht ihr Widerstand. Sie erzählt ihm, dass sie ihn vom ersten Augenblick an gefürchtet, aber auch geliebt habe. Nun teilt Calàf ihr seinen Namen mit und begibt sich in ihre Hand.
Zweites Bild: Außenseite des kaiserlichen Palastes
Turandot und Calàf erscheinen vor dem Kaiser. Turandot verkündet seinen Namen: „Liebe“. Unter dem Jubel des Volkes sinken sich beide in die Arme und werden glücklich (Diecimila anni).

## Orchesterbesetzung
Die Orchesterbesetzung der Oper enthält die folgenden Instrumente:
- Holzbläser: drei Flöten (3. auch Piccolo), zwei Oboen, Englischhorn, zwei Klarinetten, Bassklarinette, zwei Fagotte, Kontrafagott
- Blechbläser: vier Hörner, drei Trompeten, drei Posaunen, Kontrabassposaune
- Pauken, Schlagzeug: Große Trommel, Kleine Trommel, Becken, Triangel, Tamtam, chinesisches Gongspiel, Glockenspiel, Xylophon, Bassxylophon, Röhrenglocken
- Celesta, zwei Harfen, Orgel
- Streicher
- Bühnenmusik auf der Szene: zwei Altsaxophone in Es, sechs Trompeten, drei Posaunen, Bassposaune, Schlagzeug: Holztrommel, tiefer Gong oder Tamtam

## Werkgeschichte
Der reife Puccini war immer an neuen Themen und ungewöhnlichen Heldinnen interessiert.
Puccinis Oper stand bei ihrer Entstehung am Ende einer langen Reihe von Vertonungen des Turandot-Stoffes. Beginnend mit verschiedenen Bühnenmusiken zu Friedrich Schillers 1802 uraufgeführtem Theaterstück, zunächst durch den Komponisten Franz Seraph Destouches, dann 1809 Carl Maria von Weber und zuletzt Vinzenz Lachner 1843, entstanden ab 1809 (Blumenthal) Opern über diesen Stoff. Dies waren bis auf eine Ausnahme (1867 von Bazzini) ausschließlich Opern in deutscher Sprache (1816 Franz Danzi, 1835 Carl Gottlieb Reißiger, 1838 Johann Hoven, 1888 Adolf Jensen, 1888 Theobald Rehbaum, 1917 Ferruccio Busoni: Turandot).
Im März 1920 traf sich Puccini mit dem Librettisten Giuseppe Adami und dem Kritiker und Dramaturgen Renato Simoni in einem Restaurant. Dabei entwickelte sich ein Gespräch über den venezianischen Dramatiker Carlo Gozzi und sein Märchenstück Turandot. Der Charakter der eiskalten Turandot reizte Puccini von Beginn an, stellte aber auch gleichzeitig ein Problem dar. So wurde die Partie der warmherzigen, liebevollen Sklavin Liù eingefügt.
Dass dieser Märchenstoff schon mehrmals zuvor vertont wurde, stellte für Puccini kein Problem dar. Ob er Ferruccio Busonis 1917 entstandenes Werk kannte, ist nicht überliefert. Sicher kannte er aber Antonio Bazzinis 1867 entstandenes Werk Turanda, da er bei Bazzini in Mailand studiert hatte. Vielleicht reizte es Puccini auch, die Werke seiner Vorgänger zu übertrumpfen.
Von Simoni bekam Puccini im Sommer 1920 die italienische Turandot-Übersetzung von Friedrich Schillers frei nacherzähltem Gozzi-Werk. Ursprünglich wollte er sich relativ genau an diese Vorlage halten; später erfand er jedoch die Figur der Liù als Gegenspielerin und genaues Gegenteil Turandots.
Um in der Musik die fernöstliche Welt anklingen zu lassen, suchte Puccini Rat bei seinem Freund Baron Fassini, der sich in der chinesischen Kultur sehr gut auskannte. Später borgte er sich bei ihm auch eine Spieldose aus, die eine chinesische Melodie spielte. Aus ihr zitiert Puccini öfter in der Oper.
Bis Januar 1921 war das Libretto des ersten Aktes mit dem Auftritt der Liù fertig, sodass Puccini mit der Vertonung beginnen konnte und auch gut vorankam. Mit dem zweiten und dritten Akt tat er sich etwas schwerer. Immer wieder verlangte er Änderungen am Text. Im November 1922 entschied er sich endgültig, Liù sterben zu lassen. Bis März 1924 hatte Puccini die Oper bis zum Tode der Liù fertig komponiert. Es fehlte nur noch das Schlussduett. Erst am 1. September erhielt er einen Text, der ihn zufriedenstellte. Sofort begann er mit den Entwürfen und Randbemerkungen. „Hier muss eine markante, schöne, ungewöhnliche Melodie her,“ schrieb er zum Schlussduett, das der Höhepunkt der ganzen Oper werden sollte. Doch diese Melodie kam nie zustande.
Seit März 1924 schmerzte ihn der Hals. Er litt unter Kehlkopfkrebs. Am 4. November wurde Puccini von seinem Sohn Tonio in eine Klinik nach Brüssel gebracht, in welcher der Tumor durch Radium behandelt wurde. Am 28. November bekam Puccini allerdings einen Herzanfall, am Morgen des 29. November 1924 starb er.
Die Uraufführung der Oper war schon an der Mailänder Scala angesetzt. Deshalb zog der Dirigent Toscanini den Komponisten Franco Alfano zur Vollendung der letzten Szene der Oper heran. Alfano übernahm diese Aufgabe pflichtgetreu.
William Ashbrook, der die Aufzeichnungen Puccinis eingehend studierte, bemerkte zum Werk Alfanos: „… er hat den leidigen Auftrag löblich ausgeführt. Vor allem hat er sich sorgfältig an die Andeutungen, Fingerzeige und Phrasen, die Puccini hinterließ, gehalten.“
Toscanini hielt das Finale Alfanos allerdings für zu eigenständig und zu lang und kürzte es um etwa ein Drittel. Tatsächlich hatte Alfano die Anweisung Puccinis, jeden „Bombast“ zu vermeiden, nicht beachtet und einen gewaltigen, pompösen Schluss komponiert. Auch ein symphonisches Intermezzo, in dem Puccini den Kuss, der Turandot schließlich erweicht, nachzeichnen wollte, komponierte er nicht. Der Musikwissenschaftler Jürgen Maehder entdeckte 1978 das vollständige Finale Alfanos, welches seit 1983 an verschiedenen Opernhäusern in der ganzen Welt aufgeführt wurde, so etwa an der New York City Opera (1983), am Teatro dell’Opera di Roma (1985) und am Opernhaus Bonn (1985), am Staatstheater Saarbrücken (1993), am Landestheater Salzburg (Großes Festspielhaus, 1994) und am Württembergischen Staatstheater Stuttgart (1997).
Mittlerweile existiert auch ein weiterer alternativer Schluss des italienischen Komponisten Luciano Berio aus dem Jahre 2002. Gerade weil in Alfanos Schlussszene der alles verändernde Kuss kaum musikalische Ausgestaltung erfährt (gerade zu diesem entscheidenden Dreh- und Angelpunkt der Handlung existieren keine musikalischen Skizzen Puccinis), machte sich Berio an diese Aufgabe. Außerdem versetzt er dem Schluss ein musikalisches Fragezeichen, stellt das plötzlich eintretende Happy End somit in Frage. Puccini selbst war mit der Dramaturgie des Schlusses äußerst unzufrieden, fand bis zu seinem Tode keine Möglichkeit, ihn geeignet musikalisch zu gestalten (was das Fehlen der Skizzen zum Kuss untermauert).
Bei der Uraufführung, die erst 1 ½ Jahre nach dem Tode Puccinis stattfand, stand Arturo Toscanini am Dirigentenpult.
Über diese Aufführung wird berichtet: „Aufgrund seiner früheren Erfolge, und da man einem Toten nichts Schlechtes nachsage, wurde der 1. Aufzug mit stürmischem Beifall empfangen. Nach dem 2. Aufzug war der Applaus nur noch der Form halber höflich. Während des dritten Aufzuges legte Toscanini nach dem Tode der Liù den Taktstock nieder und sprach: ‚Hier endet das Werk des Meisters. Danach starb er.‘ Woraufhin ein ergriffenes Schweigen im Raum schwebte, bis eine Stimme aus den Rängen rief: ‚Viva Puccini!‘ und ohrenbetäubender Jubel brach los.“
Erst ab der zweiten Vorstellung wurde der Schluss in der heute üblichen Form aufgeführt.
Dieses Werk Puccinis war lange weniger beliebt als die Vorgänger. Inzwischen aber hat sich Turandot auf den Opernbühnen behauptet. Dieses Werk ist auch immer vom „Nimbus des Pathos“ umgeben, da es erst nach dem Tod des Komponisten uraufgeführt wurde. Es fasst seine Leistung zusammen und deutet an, wie seine weitere Entwicklung hätte aussehen können.

## Bekannte Arien
Nessun dorma (vincerò) (Calàf) gilt als eine der berühmten Tenorarien. Das Stück wurde von verschiedenen Künstlern interpretiert. Signore, ascolta! (Liù), Tu che di gel sei cinta (Liù) und In questa reggia (Turandot) sind die bekannten Sopranarien.

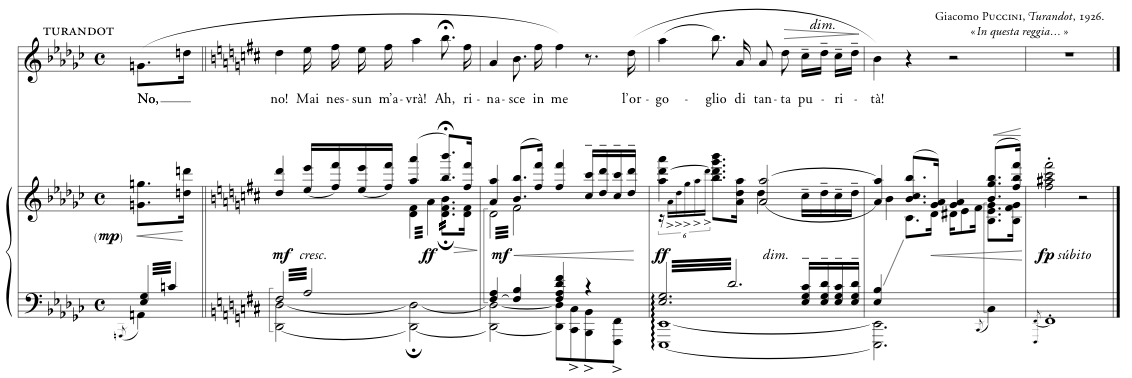
Auszug aus der Arie In questa reggia

## Diskographie (Auswahl)
- 1957; Tullio Serafin; Maria Callas, Eugenio Fernandi, Elisabeth Schwarzkopf, Nicola Zaccaria; Audio-CD: EMI Classics
- 1959; Erich Leinsdorf; Birgit Nilsson, Jussi Björling, Renata Tebaldi, Giorgio Tozzi; Audio-CD: RCA Victor
- 1966; Francesco Molinari-Pradelli; Birgit Nilsson, Franco Corelli, Renata Scotto, Bonaldo Giaiotti; Audio-CD: EMI Records
- 1972; Zubin Mehta; Joan Sutherland, Luciano Pavarotti, Montserrat Caballé, Nikolaj Gjaurow; Audio-CD: Decca
- 1981; Herbert von Karajan; Katia Ricciarelli, Plácido Domingo, Ruggero Raimondi, Barbara Hendricks; Audio-CD: Deutsche Grammophon
- 1984; Lorin Maazel; Éva Marton, José Carreras, Katia Ricciarelli, Kurt Rydl; Audio-CD: CBS Masterworks
- 1989; Daniel Oren; Ghena Dimitrova, Nicola Martinucci, Cecilia Gasdia, Roberto Scandiuzzi; Audio-CD: Arts
- 2022; Antonio Pappano; Sondra Radvanovsky, Jonas Kaufmann, Ermonela Jaho, Michele Pertusi; Audio-CD: Warner Classics